# August Friedrich Pott
August Friedrich Pott  (Nettelrede, 14 de noviembre de 1802 - Halle, 5 de julio de 1887) fue un lingüista alemán.

## Biografía y obra
August Friedrich Pott, hijo de un pastor, se dedicó a estudiar filosofía, filología e historia en la Universidad de Gotinga. Allí estudió principalmente hebreo, griego y latín, y visitó lecciones de física y química. Se inicia como Collaborator en el Gymnasium Celle y en 1827 obtuvo su doctorado en Gotinga, con la disertación De relationibus quae praepositionibus in Linguis denotantur. Decide continuar sus estudios de idiomas, en especial sánscrito, en la Universidad de Berlín. El primero de mayo de 1830 hizo su habilitación allí y tres años más tarde, en 1833, se unió a la Universidad de Halle como profesor extraordinario de Lingüística general (en al. Allgemeine Sprachwissenschaft) y en 1838 es nombrado catedrático.
Durante esa época Pott leía mayoritariamente sobre lingüística, filosofía del lenguaje y gramática histórica. Además ofrecía clases especiales de sánscrito, chino y jeroglíficos. En 1845 fundó junto a otros estudios la Deutsche Morgenländische Gesselschaft. El foco de sus investigaciones era la lingüística indoeuropea. Pott aplicó el método de comparación de sonidos de los hermanos Grimm a la cuestión indoeuropea y desarrolló métodos para el análisis comparativo de la formación de raíces de las palabras. Su libro Etymologische Forschungen, publicado en 1833 en seis tomos (reimpresión en 1999) trata de los idiomas indoeuropeos, en especial sobre el sánscrito, el griego, el latín, el lituano y el gótico. Publicó en tres tomos un trabajo sobre topónimos y nombres de personas, varios estudios sobre numerales (1859–1876) y una obra en dos tomos sobre los gitanos en Europa y Asia, teniendo en cuenta el criptolecto propio de la comunidad. Su Einleitung in die allgemeine Sprachwissenschaft de 1884 ofrece un resumen de la situación de la lingüística en su época.
Pott siempre se expresó en contra de la instrumentalización del idioma y las sugerencias sin fundamento sobre él, lo que expuso en su trabajo Anti-Kaulen: Oder mystische Vorstellungen vom Ursprung der Völker und Sprachen, de 1863. Asimismo rechazó las especulaciones racistas de Arthur de Gobineau sobre la inigualdad de las razas humanas por carecer de fundamentos. Los logros pioneros de Pott en la lingüística encontraron reconocimiento en su tiempo: recibió la Orden del Águila Roja de segunda clase, la Orden de San Estanislao de primera clase con banda y estrella, al igual que la orden Pour le mérite del arte y las ciencias. En 1870 la Academia de Ciencias de Baviera lo nombró miembro extranjero.
Su hijo Hermann Richard Pott (1844–1903) fue un médico reconocido.